# Neparholaspis
Neparholaspis  es un género de ácaros perteneciente a la familia Parholaspididae.

## Especies
Neparholaspis Evans, 1956
- Neparholaspis bisunensis Lee & Lee, 2000
- Neparholaspis chenpengi Ma & Yin, 1999
- Neparholaspis longiligulatus Tseng, 1993
- Neparholaspis monticola Ishikawa, 1979
- Neparholaspis serratichela Ishikawa, 1979
- Neparholaspis shinanonis Ishikawa, 1979
- Neparholaspis spathulatus Evans, 1956
- Neparholaspis subarcuatus Ma & Yan, 2001